# فولميتول
الفولميتول هو كحول سكري طبيعي مكون من سبع ذرات كربون. ينشر على نطاق واسع في النباتات والطحالب الحمراء والفطريات والنباتات الحزازية والأشنيات، كما يوجد في عديدات السكاريد الدهنية في الإشريكية القولونية. يلعب الفولميتول العديد من الأدوار الفسيولوجية الهامة في بعض النباتات العليا مثل زهرة الربيع، إذ يساهم في التركيب الضوئي، وكناقل للنسيج الوعائي اللحائي، وفي تخزين الكربوهيدرات. كما يستخدم كمحلي طبيعي بديل للسكر.
عزل الفولميتول لأول مرة كمادة بلورية بيضاء من فطر Lactarius volemus بواسطة العالم الفرنسي إميل بوركويلو [الإنجليزية] عام 1889.